# Comtat de Dunois
El comtat de Dunois fou una jurisdicció feudal de França, formada amb l'antic vescomtat de Châteaudun, comprat per Lluís I d'Orleans el 1395.
El 1402 Lluís I, que era el cap del partit dels armanyacs, va tenir un fill il·legítim, Joan; va demanar al rei que el vescomtat fos erigit en comtat, cosa que va aconseguir cinc anys més tard, i Joan fou nomenat comte, sent conegut en endavant com Joan de Dunois i el Bastard d'Orléans. Fou un capità destacat de la guerra dels Cent Anys i company de lluites de Joana d'Arc. La casa d'Orléans-Longueville va governar el comtat fins a la seva extinció el 1707, quan va passar a la corona.

## Comtes de Dunois
- 1407-1468: Jean de Dunois (1402 † 1468), fill il·legítim de Louis d'Orléans
- 1468-1491: Francesc I (1447 † 1491), fill
- 1491-1513: Francesc II (1478 † 1513), fill
- 1513-1515: Renat (1508 † 1515), fill
- 1515-1516: Lluís I (1480 † 1516), fill de Francesc I
- 1516-1524: Claudi (1508 † 1524), fill
- 1524-1537: Lluis II (1510 † 1537), germà
- 1537-1551: Francesc III (1535 † 1551), fill
- 1551-1573: Leonor (1540 † 1573), cosí germà
- 1573-1595: Enric I (1568 † 1595), fill
- 1595-1663: Enric II (1595 † 1663), fill
- 1663-1694: Joan-Lluís (1646 † 1694), fill
- 1694-1707: Maria d'Orleans (5 de març de 1625 – 16 de juny de 1707) germanastre de l'anterior (vídua d'Enric I de Savoia, duc de Nemours, del qual no va tenir fills), princesa de Neuchâtel
- 1707 passa a la corona per extinció (la corona francesa va renunciar a Neuchâtel que havia elegit príncep a Frederic I de Brandeburg, rei de Prússia).